# 32.ª Brigada Mecanizada Independiente (Ucrania)
La 32.ª Brigada Mecanizada Independiente «Acero»   es una unidad de infantería mecanizada de las Fuerzas Terrestres de Ucrania, subordinada al Comando Operativo "Norte". Establecida el 9 de febrero de 2023 en Ozerna, óblast de Kiev, su formación se basó en un antiguo regimiento de defensa aérea en Bila Tserkva, incorporando principalmente a reclutas movilizados bajo el liderazgo de oficiales experimentados. Inicialmente se planeó equiparla con vehículos M2 Bradley, tanques T-72EA y camiones blindados MaxxPro, sin embargo, finalmente fue dotada con tanques T-64BV, transportes blindados M113 y obuses autopropulsados 2S1 Gvozdika. La brigada participó en combates en el eje de Svatove y en la defensa de Kupiansk durante el verano de 2023. En 2024, defendió la frontera en la región de Sumy y fue desplegada en la defensa de Toretsk, donde repelió intensos ataques rusos, incluyendo 79 asaltos en una semana. El 5 de mayo de 2025, recibió oficialmente el nombre honorífico «Acero» por decreto presidencial.